# Zemský okres Göttingen
Zemský okres Göttingen (německy Landkreis Göttingen) je zemský okres v německé spolkové zemi Dolní Sasko. Sídlem správy zemského okresu je město Göttingen. Má přibližně 327 tisíc obyvatel. 

## Města a obce
Města:
1. Bad Lauterberg im Harz
2. Bad Sachsa
3. Dransfeld
4. Duderstadt
5. Göttingen
6. Hann. Münden
7. Herzberg am Harz
8. Osterode am Harz

Obce:
1. Adelebsen
2. Bad Grund (Harz)
3. Bilshausen
4. Bodensee
5. Bovenden
6. Bühren
7. Ebergötzen
8. Elbingerode
9. Friedland
10. Gieboldehausen
11. Gleichen
12. Hattorf am Harz
13. Hörden am Harz
14. Jühnde
15. Krebeck
16. Landolfshausen
17. Niemetal
18. Obernfeld
19. Rhumspringe
20. Rollshausen
21. Rosdorf
22. Rüdershausen
23. Scheden
24. Seeburg
25. Seulingen
26. Staufenberg
27. Waake
28. Walkenried
29. Wollbrandshausen
30. Wollershausen
31. Wulften am Harz

nezařazené území: Harz